# リミックス文化

リミックスのシンボルとしての積み木のアイコン。クリエイティブ・コモンズによって提案され、FreeCulture.org(英語版)から派生したもの。に由来

リミックス文化 （リミックスぶんか、英: Remix culture、または読み取り・書き込み文化〈read-write culture〉とも）は、既存の素材を組み合わせたり編集したりして新しい創造的な作品や製品を作成することにより、派生作品を許可および奨励する社会文化である 。当初の段階から、リミックス文化は著作権者の作品を改善、変更、統合、またはリミックスする努力を許容している。人類の歴史を通じてすべての分野の芸術家にとっては一般的な慣行であるが 、過去数十年間の独占的な著作権制限の増加は、法的な萎縮効果によりこの慣行をますます制限している。これに反応して、人間の創造性にとって望ましい外縁のリミックスを検討しているハーバード大学教授ローレンス・レッシグは、リミックスの概念をデジタル時代に移行するために2000年代初期から取り組んできた。2001年にレッシグはクリエイティブ・コモンズを設立した。知的財産権に現在適用されている排他的な著作権制度によってリミックスが法的に妨害されているため、クリエイティブ・コモンズは再びリミックス文化を可能とするための道具として複数のライセンスを発表した。文化作品についてのリミックス文化は、それより以前の自由ソフトウェア運動のためのフリーでオープンソースのソフトウェアと関連し、それに触発されている。 

## 説明
ローレンス・レッシグは2008年の著作『REMIX ハイブリッド経済で栄える文化と商業のあり方』でリミックス文化を説明した。ローレンスは、20世紀の既定のメディア文化をコンピューター技術用語と比較し、読み取り/書き込み文化 （ RW ）対読み取り専用文化 （ RO ）とした。 
通常の「読み取り専用」メディア文化では、文化は多かれ少なかれ受動的に消費される。情報または製品はその特定の情報/製品に関する権限を有する「専門的な」コンテンツ産業によって提供されるが、コンテンツ制作者とコンテンツ消費者の役割が明確に分かれているため、創造的なコンテンツと着想のみの一方向の流れがある。アナログの大量生産と複製技術（デジタル革命以前。ラジオ放送のようなインターネットの登場以前）の出現によって、読み取り専用文化の生産と流通のビジネスモデルが本質的に可能となったが、消費者の役割はメディアの消費に限定されていた。 

## 歴史
リミックスは常に人間文化の一部だった。 米メディア学者のヘンリー・ジェンキンスは、「19世紀のアメリカの芸術の物語は、さまざまな先住民や移民の集団から取られた民俗伝統の混合、マッチング、融合の観点から語られるかもしれない」と主張した。リミックス文化の歴史的な例として、Centoは中世ヨーロッパで人気のあった文学ジャンルで、主に他の作家の作品から直接引用された詩や抜粋で構成され、新しい形式や順序で配置されている。作成と消費のバランスは、メディアの記録と再生の技術的進歩に伴い変化した。注目すべき出来事は、本の印刷機とアナログの録音と複製の発明であり、深刻な文化的および法的変化をもたらしている。 
専用の高価な作成デバイス（「読み取り/書き込み」）および専用の安価な消費（「読み取り専用」）デバイスにより、少数で集中型生産を、多くで分散型消費を可能にした。 新聞、ジュークボックス、ラジオ、テレビなど、低価格で消費者向けのアナログデバイスは、書き込みや作成の機能がなく、急速に普及した。 この新しいビジネスモデルである産業情報経済は、19世紀から20世紀にかけて排他的著作権の強化とリミックス文化とパブリックドメインの弱体化を要求し、結果としてもたらした。 アナログ作成デバイスは高価であり、編集および再配置の機能も制限されていた。 作品のアナログコピー（ オーディオテープなど ）は、情報の劣化が防げず品質が絶えず悪化するため、編集、複製、および無限の作業を頻繁に行うことはできない。 それにもかかわらず、創造的なリミックス文化はある程度生き残った。 たとえば、作曲家のジョン・オズワルドは 、1985年に彼のエッセイ Plunderphonics の Plunderphonics用語、または既存のオーディオ録音に基づいてサウンドコラージュを作成し、何らかの方法でそれらを変更して新しい作曲を作成するAudio Piracyを作り出した。 

### デジタル時代現象としてのリミックス

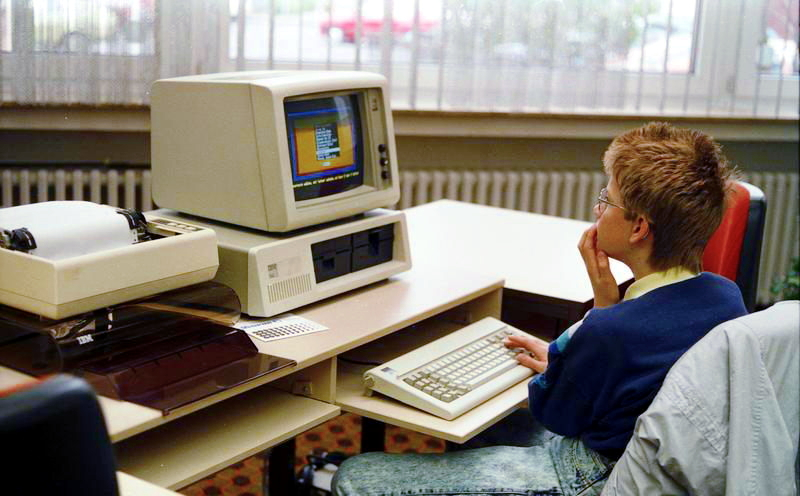
1988年のIBM Personal Computer XTは、デジタルリミックスを可能にするプロシューマーデバイスであり、大衆向けに手頃な価格であった。

技術はデジタル革命によって根本的に変化した 。デジタル情報は、多くの場合品質を損なうことなく、無限に再現および編集できる。 それでも、1960年代には、このような機能を備えた最初のデジタル汎用コンピューティングデバイスは、専門家と専門家のみを対象としており、非常に高価だった。ビデオゲームコンソールのような最初の消費者向けデバイスには、本質的にRW機能がなかった。 しかし、1980年代には、 ホームコンピューター 、特にIBMパーソナルコンピューターの登場により、デジタルプロシューマーデバイス（生産と消費を同時に使用できるデバイス）が手頃な価格で大衆にもたらされた 。ソフトウェアについても同様に、1990年代には、 フリーでオープンソースのソフトウェア運動により、誰でも編集できるという考えに基づいたソフトウェアエコシステムが実装されていった。  

### インターネットおよびWeb 2.0
1990年代後半から2000年代初頭にインターネットが登場したことで、芸術、技術、社会のあらゆる分野で「リミックス文化」を再実装する非常に効果的な方法が生まれた。テレビやラジオとは異なり、 一方向の情報転送（プロデューサーからコンシューマー）を備えたインターネットは本質的に双方向であり、 ピアツーピア・ダイナミックを可能にします。 これは、 Commonsベースのピア制作の可能性により、 Web 2.0およびより多くのユーザー生成コンテンツで加速した。 曲、ビデオ、写真のリミックスは簡単に配布および作成できる。作成中のものには絶え間ない改訂があり、プロ規模とアマチュア規模の両方で行われる。 GarageBandやAdobe Photoshopなどのエンドユーザー向けのさまざまなソフトウェアが利用できるため、簡単にリミックスできる。インターネットでは、リミックスを大衆に配布できる。 インターネット・ミームは、Webおよびそのユーザーによって可能になったウイルスの拡散プロセスによって作成、フィルタリング、および変換されるインターネット固有のクリエイティブコンテンツである。  

パブリックドメイン （上）とすべての権利予約 （下）の間のクリエイティブコモンズライセンススペクトル。 左側には許可されたユースケース、右側にはライセンスコンポーネントがある。 リミックスは、2つのグリーンライセンスグループで許可されている。

### クリエイティブコモンズの設立
ウェブのブルーミング共有とリミックスの活動を制限し始めた、より制限的な著作権システム（著作権延長法、DMCA）への対応として、 ローレンス・レッシグは2001年にクリエイティブ・コモンズを設立した。 2002年、クリエイティブコモンズは、リミック文化を可能にするツールとしてライセンスセットを発表した。これにより、バランスの取れたフェアユースなクリエイティブ作品の発表が可能になる。いくつかの企業と政府組織は、このアプローチとライセンスを次の年に適合させた。たとえば、flickr、 DeviantART、ヨーロピアナはリミックスを許可するCCライセンスオプションを使用または提供している。2004年に設立されたccMixterなど、このリミックスカルチャに対応するいくつかのWebページがある。ブレット・ゲイラー（Brett Gaylor）による2008年のオープンソース映画『RiP! A Remix Manifestoz」は、「著作権概念の変化」を映像で記録している 。2012年、 カナダの著作権近代化法は、非営利的なリミックスを許可する新しい免除を明示的に追加した。2013年の「レンツ対ユニバーサルミュージック」に対する判決は、アマチュアのリミックスがフェアユースに該当する可能性があることを認めており、著作権所有者はDMCA削除通知を行う前にフェアユースを確認および尊重する必要があった。 

## 著作権
多くの国の著作権法では、既存の作品をリミックスする意図がある人は誰でも、法律が作品の知的財産を保護しているため、訴訟の責任を負う。ただし、現在の著作権法は、コンテンツのサンプリングの防止に効果がないことが証明されている 。一方、 フェアユースは十分な範囲のユースケースに対応しておらず、その境界は十分に確立および定義されていないため、「フェアユース」での使用は法的に危険である。 レッシグは、特にフェアユースの場合、リミックス文化を合法化するには著作権法の現在の状態を変更する必要があると主張した。彼は「時代遅れの著作権法が子供たちを犯罪者に変えた」と述べている。提案の1つは、書籍参照で使用される引用システムを採用することである。アーティストは、参考文献でよく見られるように、彼女がサンプリングした知的財産を引用して、オリジナルの作成者にクレジットを与える。そうするためのツールとして、レッシグは、 クリエイティブな作品の一般的な使用を制限することなく、たとえば帰属（Attribution）を要求するCreative Commonsライセンスを提案。 さらにもう1つの段階は、 自由なコンテンツの動きである。これは、クリエイティブコンテンツを自由なライセンスで発表することを提案している。 著作権改革運動は、学者であるルーファス・ポロックによって議論されたように、例えば過度に長い著作権期間を削減することで問題に取り組んでいる 。 

## 受信と影響
2006年の著書「Cult of the Amateur」 においてWeb 2.0批評家アンドリュー・キーン（Andrew Keen）は、Free and Read-Write Cultureを批判している。 2010年2月、ケイトー研究所のジュリアン・サンチェスは、 「社会的現実を実行するための」社会的価値に対するリミックス活動を賞賛し、著作権は「私たちの社会的現実に対して行使できるコントロールレベル」に関して評価されるべきであると述べた。 

コピー、変換、結合 -すべてのオリジナルアイデアの創造プロセスに関するファーガソンの説明は、2011年のTEDトークで発表された。

2011年にカービー・ファーガソンと彼の人気のTEDトークシリーズによると 、すべてがリミックスであり、すべてのオリジナルマテリアルは既存の素材から構築され、リミックスされる。彼はすべての知的財産が他の作品の影響を受けている場合、著作権法は不要になると主張している。 ファーガソンは、創造性の3つの重要な要素である複製、変換、結合がすべてのオリジナルアイデアの構成要素であると説明した。これは パブロ・ピカソの有名な引用句「優れた芸術家のコピー、偉大な芸術家の盗作」に基づいている。2011年、 UCデイビス教授Thomas W. Jooは、フリーカルチャー運動をロマン化するリミックス文化を批判。 Terry Hartは、2012年にも同様の批判を受けた。  
2015年6月、 「リミックス文化とアマチュアクリエイティビティ：著作権のジレンマ」という名前のWIPO記事が、 「リミックスの時代」と著作権改革の必要性を認めた。  